# ديفيد كيربي (رجل أعمال)
ديفيد كيربي (بالإنجليزية: David Kirby)‏ هو شخصية أعمال بريطاني، ولد في 1945.